# Ritratto di Saskia con un fiore
Ritratto di Saskia con un fiore è un dipinto eseguito da Rembrandt, noto anche come Ritratto di Saskia con un garofano oppure Ritratto di Saskia come Flora.

## Storia
Realizzato nel 1641, è uno degli ultimi ritratti di Saskia, la moglie di Rembrandt.
Nel 1741 apparteneva al nobile olandese Gerard Bicker van Zwieten (1687-1753), che lo mise all'asta assieme al resto della sua collezione il 12 aprile dello stesso anno. Nel 1742 l'elettore Augusto III di Polonia lo acquistò dalla collezione Araignon di Parigi per la sua "Kunstkammer" di Dresda, divenuta poi l'odierna Gemäldegalerie Alte Meister dove ancora oggi è custodita l'opera.